# Premios del Cine Europeo
Los Premios del Cine Europeo (European Film Awards, en inglés) se conceden anualmente por la Academia de Cine Europeo para reconocer la excelencia en las producciones cinematográficas. Son los  Premios más prestigiosos paneuropeos.

## Historia
Similares a los Premios Óscar, son seleccionados por la Academia de Cine Europeo. A veces son llamados los Óscar europeos, su ámbito se restringe al cine europeo.
Se comenzaron a otorgar en el año 1988 con el nombre de Félix, pero tuvieron una crisis a mediados de los años 90. En el año 1997, se les renombró como Premios del Cine Europeo (originalmente en inglés, European Film Awards). Al comienzo del siglo XXI se ha elevado su interés por ellos.

## Ceremonias
Las ceremonias tienen lugar en una ciudad diferente cada año. Ciertamente Berlín como sede de la Academia es el lugar donde más veces se ha realizado la entrega de Premios. En la edición número 22 que fue en el año 2009, se alteró el habitual sistema de alternancia entre la sede en Berlín y el resto de ciudades europeas porque se celebró en Bochum, cerca de Essen que fue durante el año 2010 la Capital Europea de la Cultura.
| Edición | Fecha                        | Lugar                                                      | Ciudad                                                     | Presentador/a                       |
| ------- | ---------------------------- | ---------------------------------------------------------- | ---------------------------------------------------------- | ----------------------------------- |
| 1       | 26 de noviembre de 1988      | Theater des Westens                                        | Berlín                                                     | Jan Niklas, Désirée Nosbusch        |
| 2       | 25 de noviembre de 1989      | Teatro de los Campos Elíseos                               | París                                                      | Fernando Rey, Agnes Soral           |
| 3       | 2 de diciembre de 1990       | Royal Concert Hall                                         | Glasgow                                                    | Schenna McDonald, Melvyn Bragg      |
| 4       | 1 de diciembre de 1991       | Babelsberg                                                 | Potsdam                                                    | Désirée Nosbusch, Johannes Willms   |
| 5       | 25 de noviembre de 1992      | Babelsberg                                                 | Potsdam                                                    | Senta Berger, Ben Kingsley          |
| 6       | 4 de diciembre de 1993       | Babelsberg                                                 | Potsdam                                                    | Fanny Ardant                        |
| 7       | 27 de noviembre de 1994      | Spiegelzelt                                                | Berlín                                                     | -                                   |
| 8       | 12 de noviembre de 1995      | Bar jeder Vernunft                                         | Berlín                                                     | -                                   |
| 9       | 8 de noviembre de 1996       | Blaues Zelt am Lützowplatz                                 | Berlín                                                     | -                                   |
| 10      | 7 de diciembre de 1997       | Flughafen Tempelhof                                        | Berlín                                                     | Tania Bryer                         |
| 11      | 4 de diciembre de 1998       | Old Vic                                                    | Londres                                                    | Mel Smith, Carole Bouquet           |
| 12      | 4 de diciembre de 1999       | Schiller Theater                                           | Berlín                                                     | Mel Smith, Carole Bouquet           |
| 13      | 2 de diciembre de 2000       | Théâtre national de Chaillot                               | París                                                      | Rupert Everett, Antoine de Caunes   |
| 14      | 1 de diciembre de 2001       | Tempodrom                                                  | Berlín                                                     | Mel Smith                           |
| 15      | 7 de diciembre de 2002       | Teatro dell'Opera di Roma                                  | Roma                                                       | Asia Argento, Mel Smith             |
| 16      | 6 de diciembre de 2003       | Treptow Arena                                              | Berlín                                                     | Heino Ferch                         |
| 17      | 11 de diciembre de 2004      | Centro de convenciones internacional de Barcelona          | Barcelona                                                  | Maria de Medeiros, Juanjo Puigcorbé |
| 18      | 3 de diciembre de 2005       | Treptow Arena                                              | Berlín                                                     | Heino Ferch                         |
| 19      | 2 de diciembre de 2006       | EXPO XXI Center                                            | Varsovia                                                   | Maciej Stuhr, Sophie Marceau        |
| 20      | 1 de diciembre de 2007       | Treptow Arena                                              | Berlín                                                     | Jan Josef Liefers, Emmanuelle Béart |
| 21      | 6 de diciembre de 2008       | Forum                                                      | Copenhague                                                 | Mikael Bertelsen                    |
| 22      | 12 de diciembre de 2009      | Jahrhunderthalle                                           | Bochum                                                     | Anke Engelke                        |
| 23      | 4 de diciembre de 2010       | Nokia Concert Hall                                         | Tallin                                                     | Anke Engelke, Märt Avandi           |
| 24      | 3 de diciembre de 2011       | Tempodrom                                                  | Berlín                                                     | Anke Engelke                        |
| 25      | 1 de diciembre de 2012       | Centro de Conferencias del Mediterráneo                    | La Valeta                                                  | Anke Engelke                        |
| 26      | 7 de diciembre de 2013       | Haus der Berliner Festspiele                               | Berlín                                                     | Anke Engelke                        |
| 27      | 13 de diciembre de 2014      | Latvian National Opera                                     | Riga                                                       | Thomas Hermanns                     |
| 28      | 12 de diciembre de 2015      | Haus der Berliner Festspiele                               | Berlín                                                     | Thomas Hermanns                     |
| 29      | 10 de diciembre de 2016      | National Forum of Music                                    | Breslavia                                                  | Maciej Stuhr                        |
| 30      | 9 de diciembre de 2017       | Haus der Berliner Festspiele                               | Berlín                                                     | Thomas Hermanns                     |
| 31      | 15 de diciembre de 2018      | Teatro de la Maestranza.                                   | Sevilla                                                    |                                     |
| 32      | 7 de diciembre de 2019       | Haus der Berliner Festspiele                               | Berlín                                                     | Aiste Dirziute                      |
| 33      | 8 al 12 de diciembre de 2020 | 8 eventos virtuales en respuesta a la pandemia de COVID-19 | 8 eventos virtuales en respuesta a la pandemia de COVID-19 |                                     |
| 34      | 11 de diciembre de 2021      | Arena de Berlín y de manera remota.                        | Berlín                                                     | Annabelle Mandeng                   |
| 35      | 10 de diciembre de 2022      | Harpa (Reikiavik)                                          | Reikiavik                                                  |                                     |
| 36      | 9 de diciembre de 2023       | Arena de Berlín                                            | Berlín                                                     |                                     |

## Palmarés
| Ediciones |
| 1988 · 1989 · 1990 · 1991 · 1992 · 1993 · 1994 · 1995 · 1996 · 1997 · 1998 · 1999 · 2000 · 2001 · 2002 · 2003 · 2004 · 2005 · 2006 · 2007 · 2008 · 2009 · 2010 · 2011 · 2012 · 2013 · 2014 · 2015 · 2016 · 2017 · 2018 · 2019 · 2020 · 2021 · 2022 · 2023 · |

## Categorías
Los premios comenzaron con la premiación a 10 categorías, de las cuales la más importante era la de película del año. Las categorías han experimentado varios cambios. En el año 2005, fueron 19:
| Categoría                                                        | Nombre original de la categoría                        | Desde |
| ---------------------------------------------------------------- | ------------------------------------------------------ | ----- |
| Mejor película europea                                           | European Film                                          | 1988  |
| Mejor director europeo                                           | European Director                                      | 1988  |
| Mejor actor europeo                                              | European Actor                                         | 1988  |
| Mejor actriz europea                                             | European Actress                                       | 1988  |
| Mejor guionista europeo                                          | European Screenwriter                                  | 1988  |
| Mejor director de fotografía europeo                             | European Cinematographer                               | 1988  |
| Mejor compositor europeo                                         | European Composer                                      | 1989  |
| Mejor montador europeo                                           | European Editor                                        | 1991  |
| Mejor director de producción                                     | European Production Designer                           | 1988  |
| Premio del Cine Europeo Honorífico por el Conjunto de su Carrera | Lifetime Achievement Award                             | 1988  |
| Logro europeo en el mundo del cine                               | European Achievement in World Cinema                   | 1997  |
| Premio Fassbinder a la mejor película revelación                 | European Film Academy Discovery — Prix Fassbinder      | 1988  |
| Premio Fipresci de la Crítica                                    | Critics Award — Prix Fipresci                          | 1993  |
| Premio Arte al mejor documental                                  | Documentary — Prix Arte                                | 1989  |
| Mejor película europea de animación                              | European Animated Feature Film                         | 2009  |
| Premio UIP al mejor cortometraje                                 | Short Film — Prix UIP                                  | 1998  |
| Premio Screen Internacional a la mejor película no europea       | Non-European Film — Prix Screen International          | 1996  |
| Premio Jameson del público al mejor director europeo             | Jameson People's Choice Award — Best European Director | 1997  |
| Premio Jameson del público al mejor actor europeo                | Jameson People's Choice Award — Best European Actor    | 1997  |
| Premio Jameson del público a la mejor actriz europea             | Jameson People's Choice Award — Best European Actress  | 1997  |
| Premio del Cine Europeo a la mejor comedia europea               | European Film Award for Best Comedy                    | 2013  |